# Adam Baldridge
Adam Baldridge (actief van 1685 tot 1697) was een Engelse boekanier en een van de eerste stichters van piratenvestingen aan de kust van Madagaskar.

## Île Sainte-Marie

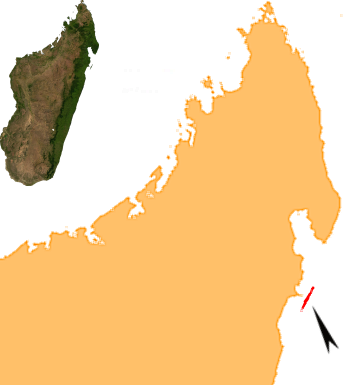
Île Sainte-Marie

Nadat hij in 1685 van moord was beschuldigd in Jamaica, vluchtte Adam Baldridge naar Madagaskar. In 1691 vestigde hij zich in Île Sainte-Marie, een eiland net buiten de kust. Hier bouwde hij grote magazijnen om vervolgens handel te voeren met zeehandelaren en piraten. Baldridge ruilde bijvoorbeeld voedsel en scheepsuitrusting uit New York tegen buit die piraten meebrachten. Om zich te kunnen wapenen tegen rivaliserende piraten en soldaten van de Vereenigde Oostindische Compagnie bouwde hij een vesting uitgerust met een aantal kanonnen. Volgens de legende waren dit er veertig, maar in werkelijkheid was dit maar een klein aantal.
Adam Baldridge ging een partnerschap aan met Frederick Philipse, een handelaar uit New York. Hierop gingen de zaken zo goed, dat zijn vesting populair werd bij piraten die hun buit wilden verkopen. In de hoogtijdagen steeg het inwonersaantal van Île Sainte-Marie tot wel 1.500. Volgens zijn kronieken had Adam Baldridge een zeer luxe leven en een harem van inheemse vrouwen. 
Baldridge lokte Malagassiërs op zijn schip en verkocht ze als slaaf aan de Nederlanders en de Fransen. Terwijl hij in 1697 op slavenexpeditie was, werd in zijn afwezigheid het fort van Île Sainte-Marie aangevallen en neergehaald, waarbij dertig piraten de dood vonden. Hij vluchtte naar de Amerikaanse koloniën en schreef de opstand toe aan de slechte behandeling van de Malagassiërs door de piraten.

## Andere piratenvestingen
Het idee van een goed verdedigbare vesting met een gunstige ligging op een eiland werd later overgenomen door andere piraten en vestingen verschenen onder andere op Tôlanaro (toen Fort Dauphin), Antsiranana (toen Diégo Suarez) en Mathelage.